# Eugeniusz Buchholz

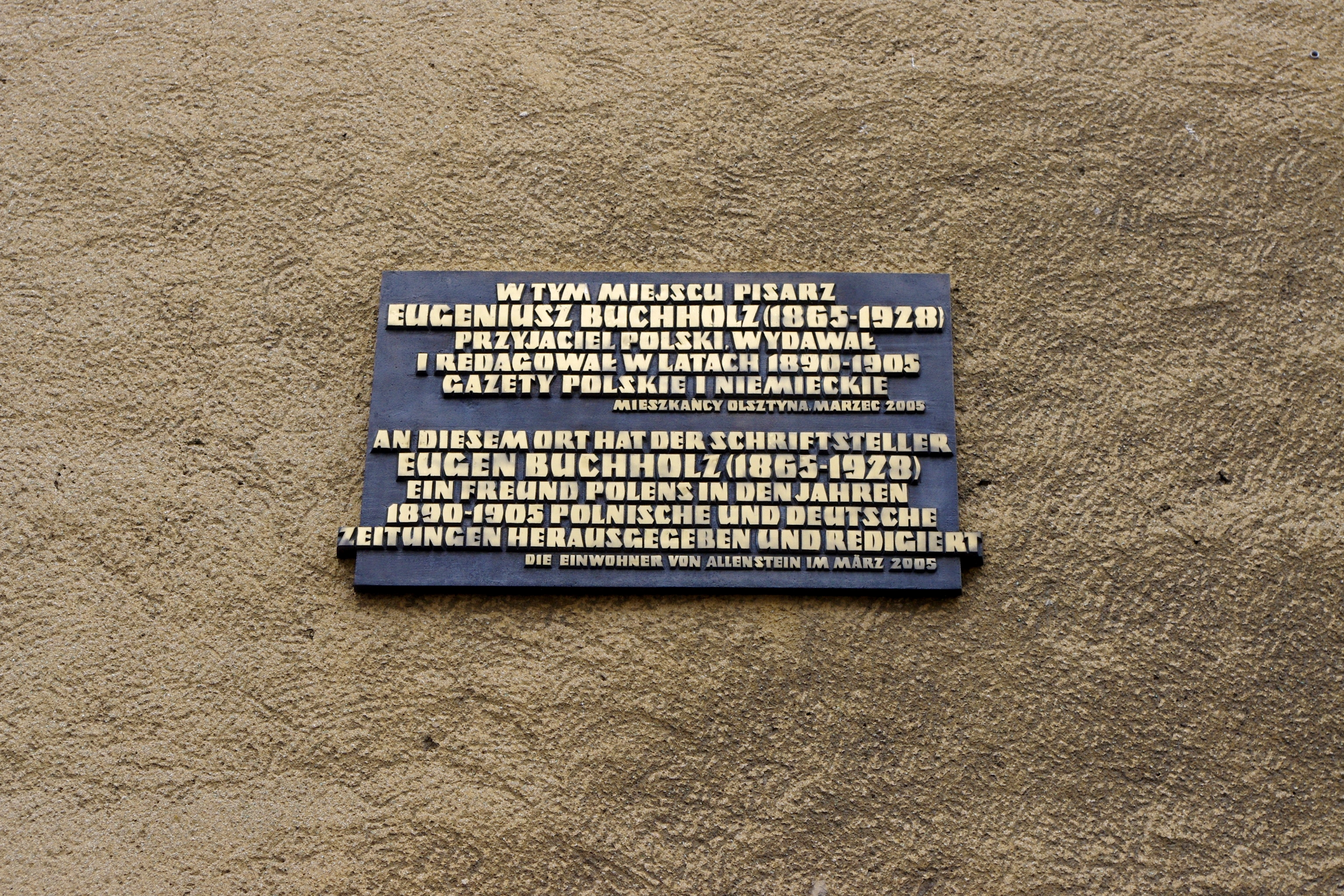
Tablica upamiętniająca niemieckiego wydawcę Eugeniusza Buchholza w Olsztynie

Eugeniusz Buchholz (ur. 6 marca 1865 w Ornecie, zm. 17 lutego 1928 tamże) – niemiecki Warmiak, działał na rzecz pojednania z Polakami w duchu chrześcijańskim, wydawca, tłumacz pisarzy polskich i rosyjskich.
Urodził się w rodzinie piekarza 6 marca 1865 w Ornecie (ojciec August, matka Berta z Thielów). W szkole handlowej w Gdańsku (1880-1883), uczył się zawodu księgarza w Poznaniu i Katowicach, gdzie poznał język polski. Jako tłumacz pracował także w Królewcu, pisywał korespondencje do „Ermländische Zeitung”. W 1887 zakupił od Adama Napieralskiego księgarnię w Barczewie. Sprzedawał głównie książki religijne i kalendarze. Z powodu nieusunięcia napisu w języku polskim, miał zatarg z miejscową policją.
Publikował artykuły o tematyce warmińskiej w „Gazecie Olsztyńskiej”. W „Dzienniku Poznańskim” w 1888 opublikował swoje szkice warmińskie. W 1889 r. odsprzedał księgarnię w Barczewie Otokarowi Jabłońskiemu a sam przeniósł się do Olsztyna, gdzie założył drukarnię, introligatornię i skład papieru. Współpracował z ks. Feliksem Szrajberem. Sprzedawał książki z oficyn wydawniczych Pomorza i Wielkopolski oraz drukowane przez siebie broszurki. W okresie pobyty w Olsztynie nawiązał współpracę z pismami: „Pielgrzym” i „Przewodnik Katolicki”. W Olsztynie został wydawcą i redaktorem czasopism: „Nowiny Warmińskie” (1890-1891) oraz „Warmiak” (1893-1905). Czasopisma te były wydawane w języku polskim i prezentowały program katolickiej partii Centrum. Buchholz starał się nadać budzącemu się ruchowi polskiemu pod Olsztynem i Biskupcem charakter regionalny i pielęgnujący lokalne zwyczaje. Wraz z Sewerynem Pieniężnym (seniorem) założył w marcu 1891 r. w Olsztynie Polsko-Katolickie Towarzystwo „Zgoda”. Stowarzyszenie to skupiał ludność miejscową, a głównym jego celem było szerzenie religijności i moralności w ścisłym związku z Kościołem oraz propagowanie cnót rodzinnych i obywatelskich.
Eugeniusz Buchholz redagował i wydawał centrowe pisma w języki niemieckim: „Allensteiner Volksblatt”, „Allensteiner Volkszeitung”. Od 1888 był członkiem Towarzystwa Czytelni Ludowych. W 1892 wydał „Kalendarz Polsko-Warmijski na rok 1892”. Napisał książkę o kardynale Stanisławie Hozjuszu oraz podręcznik do nauki języka polskiego. Tłumaczył na niemiecki utwory Ignacego Krasickiego, Władysława Reymonta oraz pisarzy rosyjskich (Dostojewskiego, Gogola, Turgieniewa). Korespondował z Wojciechem Kętrzyńskim, ks. Walentym Barczewskim, ks. Alfonsem Mańkowskim i Kazimierzem Jaroszykiem. Pisał artykuły do pisma „Mazur”.
Z powodu paraliżu nóg już pod koniec lat 90. XIX w. poruszał się na wózku inwalidzkim. W 1906 zlikwidował księgarnię i drukarnię w Olsztynie i przeniósł się ponownie do Ornety, gdzie zamieszkał w domu chorych św. Elżbiety (prowadzony przez siostry katarzynki). W 1909 wydał broszurę Katolicyzm w Polsce i w Rosji oraz dwuczęściową Gdzie prawda. W 1907 opublikował obszerne wspomnienia Aus der Praxis eines Redakteurs und Schriftstellers.
W czasie I wojny światowej wspomagał jeńców rosyjskich, a przed plebiscytem w 1920 r. często stawał w obronie Polaków – drukował swoje artykuły w niemieckich dodatkach do Gazety Olsztyńskiej. Zmarł 17 lutego 1928 w Ornecie. Na jego pogrzebie obecni byli m.in. Jan Baczewski i Seweryn Pieniężny (syn), którzy składali mu podziękowanie za obronę Polaków przed brutalną germanizacją.
Miał brata Franza (1884–1949), historyka, nauczyciela szkół średnich w Braniewie i Wystruci.

## Literatura dodatkowa
- Ks. Alfon Mańkowski: Buchholz Eugeniusz. W: Polski Słownik Biograficzny. T. 3: Brożek Jan – Chwalczewski Franciszek. Kraków: Polska Akademia Umiejętności – Skład Główny w Księgarniach Gebethnera i Wolffa, 1937, s. 76. Reprint: Zakład Narodowy im. Ossolińskich, Kraków 1989, ISBN 83-04-03291-0.